# Delosperma harazianum
Delosperma harazianum är en isörtsväxtart som först beskrevs av Defl., och fick sitt nu gällande namn av Poppendieck och Ihlenfeldt. Delosperma harazianum ingår i släktet Delosperma, och familjen isörtsväxter.

## Bildgalleri

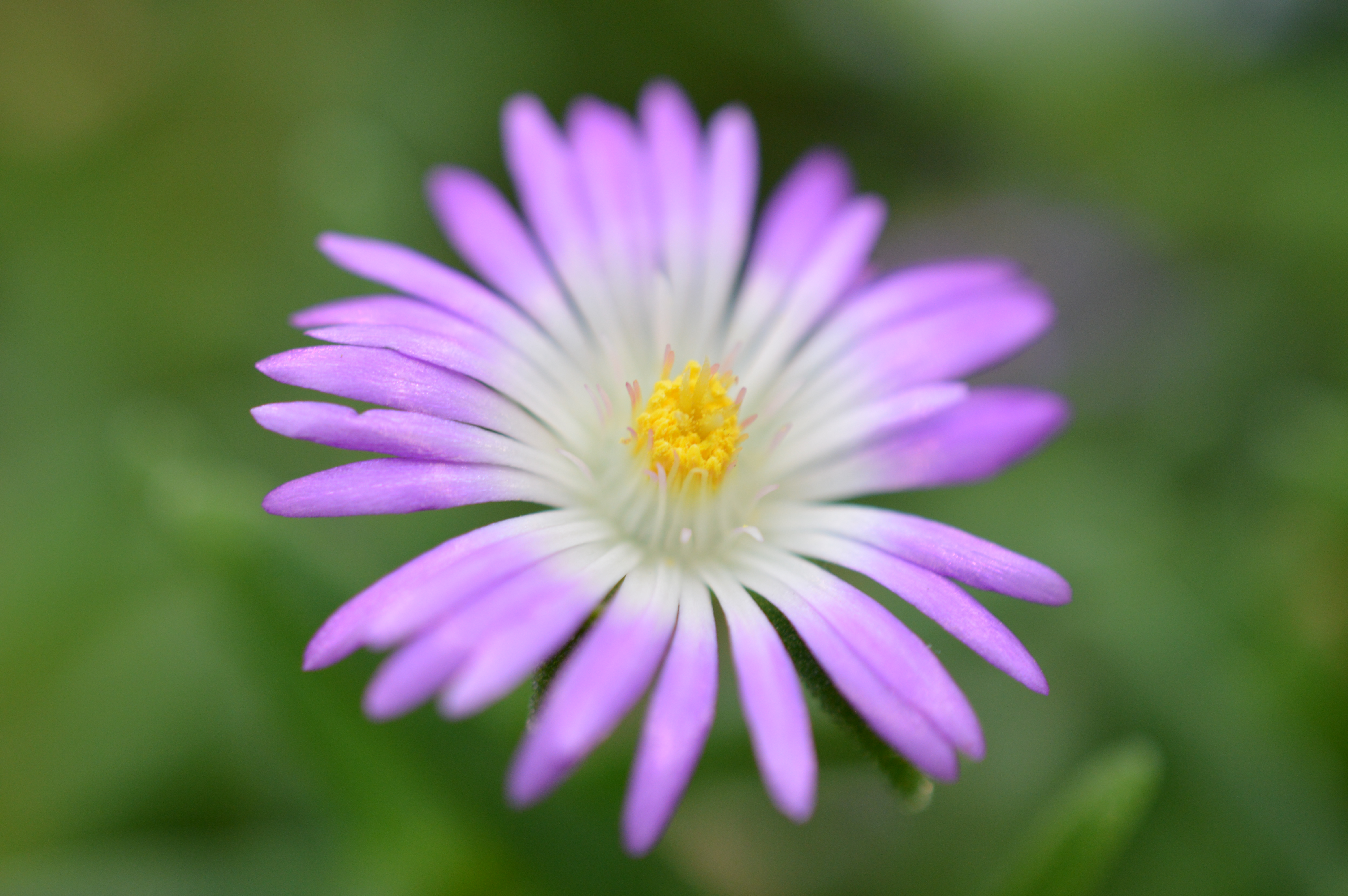
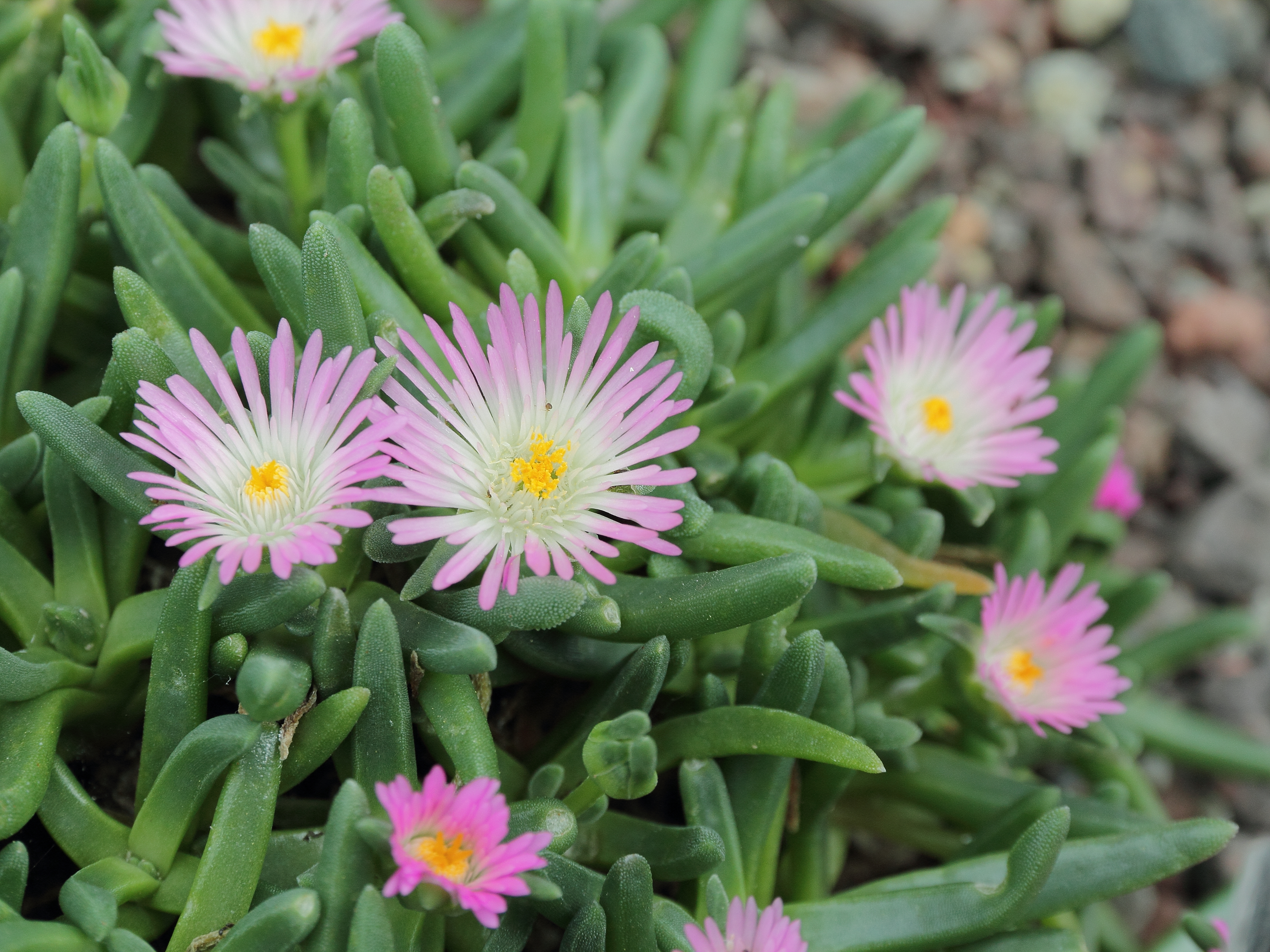
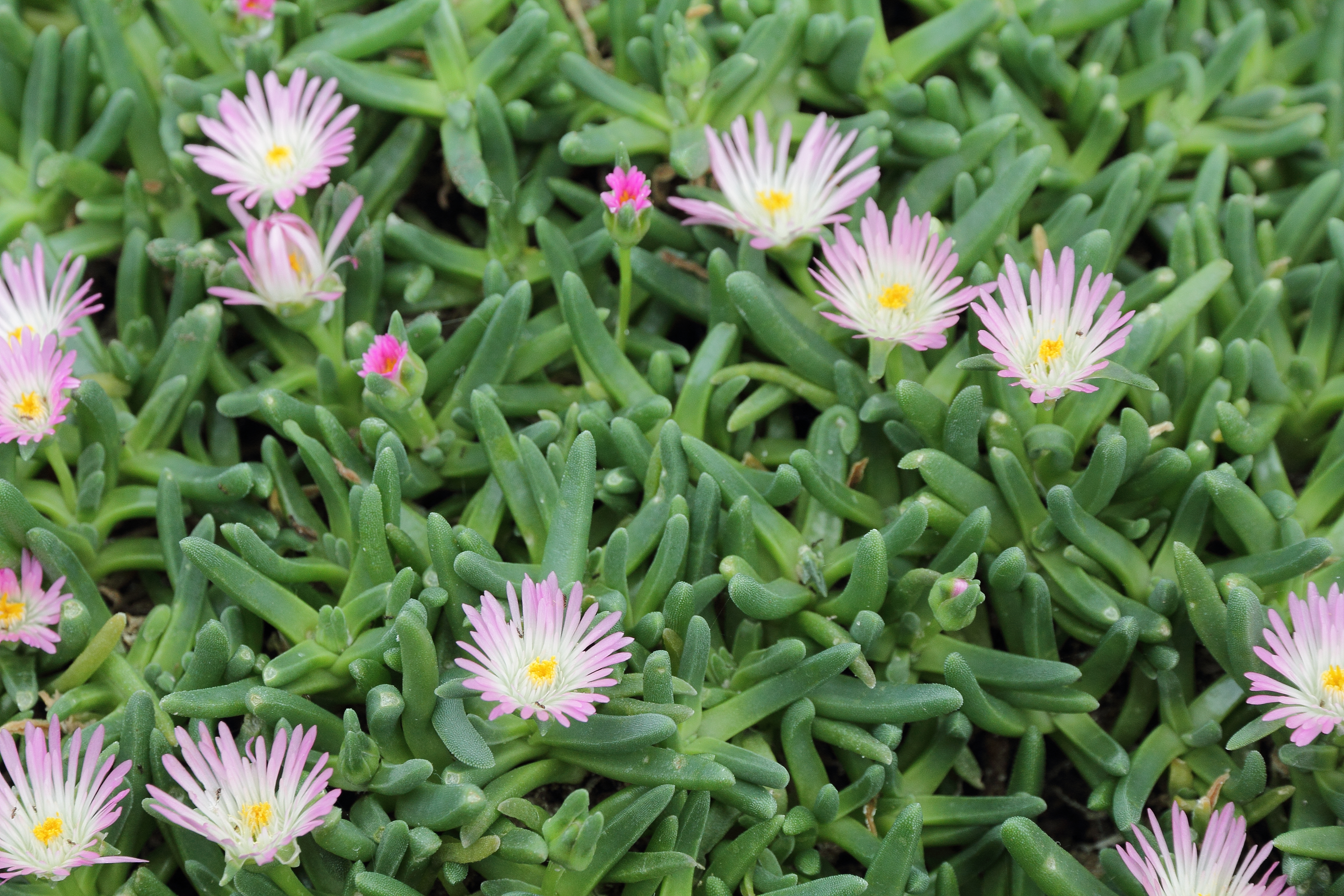
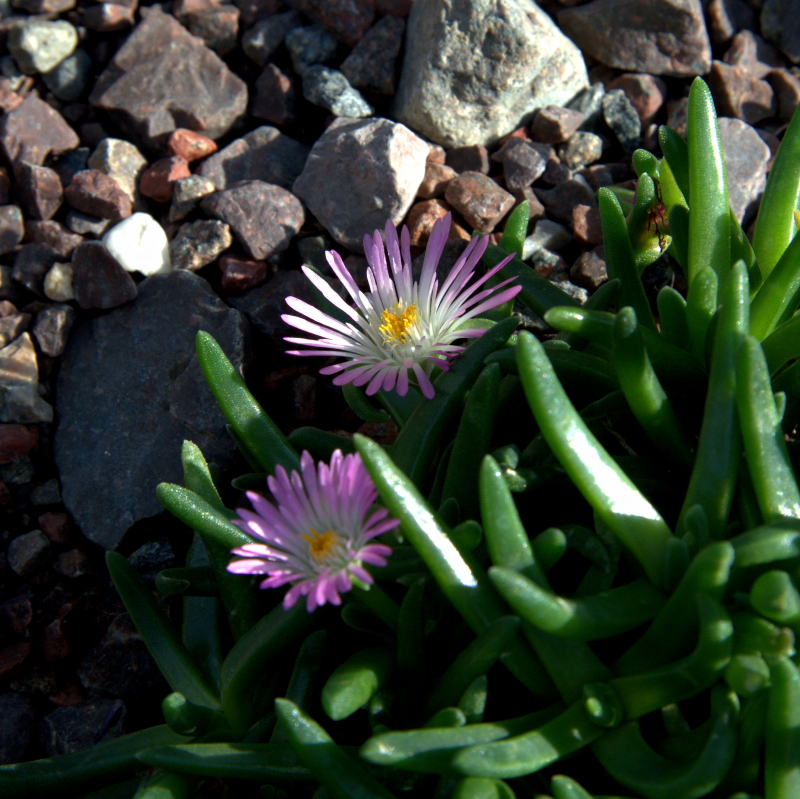